# We're Only in It for the Drugs
We're Only in It for the Drugs är det svenska punkbandet Ebba Gröns första album som släpptes november 1979. De flesta av låtarna spelades in september–oktober 1979 med Mistlurs mobila 8-kanals mixerbord i en nedlagd industrilokal på Fatbursgatan på Södermalm i Stockholm.
Albumet är en av titlarna i boken Tusen svenska klassiker (2009). Skivan rankades av Sonic Magazine i juni 2013 som det 7:e bästa svenska albumet någonsin.

## Låtlista
Alla låtar komponerade av Ebba Grön, förutom "Vad har jag gjort" av Ebba Grön, G. Reene Lodin och The Haters, samt "Flyger" av Stig Vig.
Sida ett
1. "We're Only in It for the Drugs No. 1" - 4:20
2. "Totalvägra" - 1:49
3. "Jag hatar söndagar" - 2:33
4. "Vad har jag gjort?" - 2:14
5. "Sno från dom rika" - 2:03
6. "Beväpna er" - 3:20

Sida två
1. "Det måste vara radion" - 2:08
2. "Folk bits!" - 1:58
3. "Flyger" - 2:20
4. "Schweden schweden" - 2:36
5. "Pervers politiker" - 2:03
6. "We're Only in It for the Drugs No. 2" - 2:44

## Medverkande
- Joakim "Pimme" Thåström (sång, gitarr)
- Lennart "Fjodor" Eriksson (elbas, sång)
- Gunnar "Gurra" Ljungstedt (trummor)

## Listplaceringar
| Lista (1979) | Topplacering |
| ------------ | ------------ |
| Sverige      | 21           |

### Fotnoter
1. ↑  http://hitparad.se/showitem.asp?interpret=Ebba+Gr%F6n&titel=We+Are+Only+In+It+For+The+Drugs&cat=a
2. ↑  Gradvall et al 2009, nr. 536
3. ↑  Sonic #69, sommaren 2013
4. ↑  Placeringar på den svenska albumlistan